# اللغة الإبلاوية
اللغة الإبلاوية هي لغة سامية شرقية من اللغات السورية القديمة كان يتحدث بها في الألفية الثالثة قبل الميلاد في مدينة إيبلا الأثرية في شمال سوريا.
تعد الإبلاوية أقدم اللغات السامية المكتوبة على الإطلاق. هناك تشابه بين الإبلاوية واللغة الأكادية. عثر في أنقاض مدينة عبيل التاريخية السورية على 17 ألف رقم ومخطوط عبارة عن رسائل ووثائق ومراسيم ملكية وعقود تجارية وعقود زواج وسجل عقاري واملاك في مكتبة من أكبر مكتبات العالم القديم كان يكتب بها بالخط المسماري.